# Tramway Museum Graz
Het Tramway Museum Graz bevindt zich in de voormalige remise van de Kleinbahn Graz-Mariatrost aan het eindpunt Mariatrost van tramlijn 1 van de tram van Graz. Het museum biedt onderdak aan vooral motorwagens van de tram van Graz, maar ook uit andere steden, waaronder Wenen en New York.
De Verein Tramway Museum Graz werd in 1971 door Erwin Franz (1915-2010) opgericht. Zijn grootvader was de bouwer van de Elektrischen Bahn Graz - Maria Trost waaruit later tramlijn 1 voortkwam, die hier zijn eindstation heeft. In 1983 verhuisde het museum naar de huidige locatie.
Tegenwoordig biedt het museum onderdak aan 40 museumtrams, waarvan de oudste dateert uit 1873.
Met de museumtrams worden in het zomerseizoen regelmatig ritten voor het publiek gemaakt.

## Materieeloverzicht

### Historische trams uit Graz
| Nummer       | Bouwjaar | Fabrikant                        | Lengte (m) | Asafstand (m) | Zit- / Staanplaatsen | Opmerkingen                 |
| ------------ | -------- | -------------------------------- | ---------- | ------------- | -------------------- | --------------------------- |
| motorwagens  |          |                                  |            |               |                      |                             |
| 22           | 1899     | Grazer Waggonfabrik              | 7,20       | 2,20          | 14/36                |                             |
| 93           | 1908     | Grazer Waggonfabrik              | 9,16       | 2,20          | 18/34                |                             |
| 117          | 1909     | Grazer Waggonfabrik              | 9,75       | 2,40          | 18/36                |                             |
| 121          | 1909     | Grazer Waggonfabrik              | 9,75       | 2,40          | 18/36                |                             |
| 137          | 1909     | Düsseldorfer Eisenbahnbedarfs AG | 10,30      | 2,50          | 20/45                |                             |
| 234          | 1949     | SGP                              | 11,60      | 3,20          | 16/45                |                             |
| 566          | 1953     | Düwag                            | 26,65      | 1,80          | 54/97                | dubbelgelede motorwagen     |
| 206          | 1949     | SGP                              | 13,60      | 3,20          | 16/45                |                             |
| bijwagens    |          |                                  |            |               |                      |                             |
| 36B          | 1882     | Grazer Waggonfabrik              | 5,50       | 1,80          | 12/19                |                             |
| 60B          | 1907     | Grazer Waggonfabrik              | 8,20       | 3,00          | 18/32                |                             |
| 111B         | 1915     | Grazer Waggonfabrik              | 8,72       | 3,00          | 18/37                |                             |
| 128B         | 1944     | Uerdinger Waggonfabrik           | 11,40      | 2,23          | 12/68                |                             |
| 191B         | 1873     | Grazer Waggonfabrik              | 8,62       | 2,90          | 18/36                |                             |
| 343B         | 1949     | SGP                              | 11,60      | 3,20          | 9,60                 |                             |
| 401B         | 1949     | SGP                              | 11,60      | 3,20          | 9,60                 |                             |
| andere trams |          |                                  |            |               |                      |                             |
| 5            | 1974     | GVB                              | 5,95       | 2,10          | 24/8                 | nagebouwde paardentramwagen |
| K 1          | 1916     | Grazer Wagonfabrik               | 5,95       | 2,00          | -                    | kolenlorrie                 |
| S 2          | 1946     | SGP                              | 6,76       | 2,80          | -                    | zoutwagen                   |
| SCHw 2       | 1925     | GTG                              | 2,70       | 1,40          | -                    | slijpwagen                  |
| Tu 1         | 1937     | GTG                              | 6,36       | 2,50          | -                    | torenwagen                  |
| Gl 1         | 1939     | GTG                              | 6,00       | 2,80          | -                    | gelijkrichterwagen          |

### Historische trams van elders
| Nummer      | Bouwjaar | Fabrikant                   | Lengte (m) | Asafstand (m) | Zit- / Staanplaatsen | Opmerkingen                                           |
| ----------- | -------- | --------------------------- | ---------- | ------------- | -------------------- | ----------------------------------------------------- |
| motorwagens |          |                             |            |               |                      |                                                       |
| 10          | 1944     | Waggonfabrik Fuchs          | 11,30      | 3,00          | 12/50                | ex-Wenen Type A                                       |
| 2406        | 1913     | Simmeringer Waggonfabrik    | 10,65      | 3,60          | 22/36                | ex-Wenen Type K                                       |
| 637         | 1939     | Third Avenue Transit System | 12,99      | 6,55          | 46/47                | ex-New York, ex-Wenen Type Z 4202                     |
| 2970        | 1943     | RAW Neuaubing               | 10,60      | 1,30          | 28/46                | ex-München; voorjaar 2011 terug naar München          |
| 902         | 1949     | Werkspoor                   | 12,75      | 2,50          | 20/40                | ex-Amsterdam; voorjaar 2011 naar Hannovers Trammuseum |
| 11          | 1898     | Škoda                       | 10,44      | 3,00          | 16/20                | ex-Osijek                                             |
| 1           | 1910     | Grazer Waggonfabrik         | 7,75       | 2,50          | 16/12                | ex-Dubrovnik                                          |
| bijwagens   |          |                             |            |               |                      |                                                       |
| 110         | 1900     | WFW                         | 5,50       | 2,20          | 16/14                | ex-Innsbruck                                          |
| 2005        | 1924     | Škoda                       | 6,30       | 2,00          | 12/20                | ex-Subotica                                           |
| 25          | 1910     | Grazer Waggonfabrik         | 5,80       | 1,80          |                      | ex-Dubrovnik nr. 21 (UN 1930)                         |

## Galerie

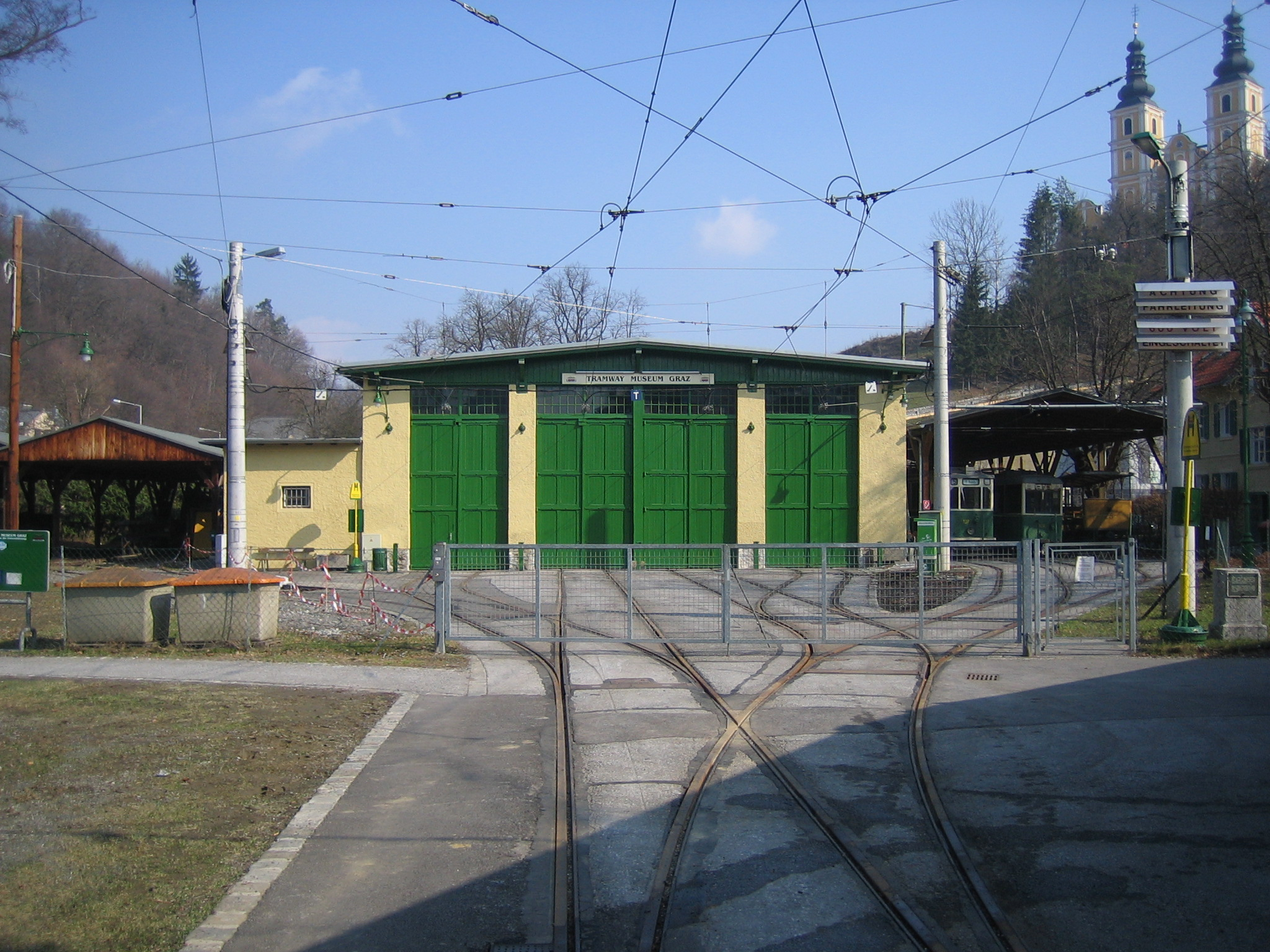
Remisegebouw; maart 2005.
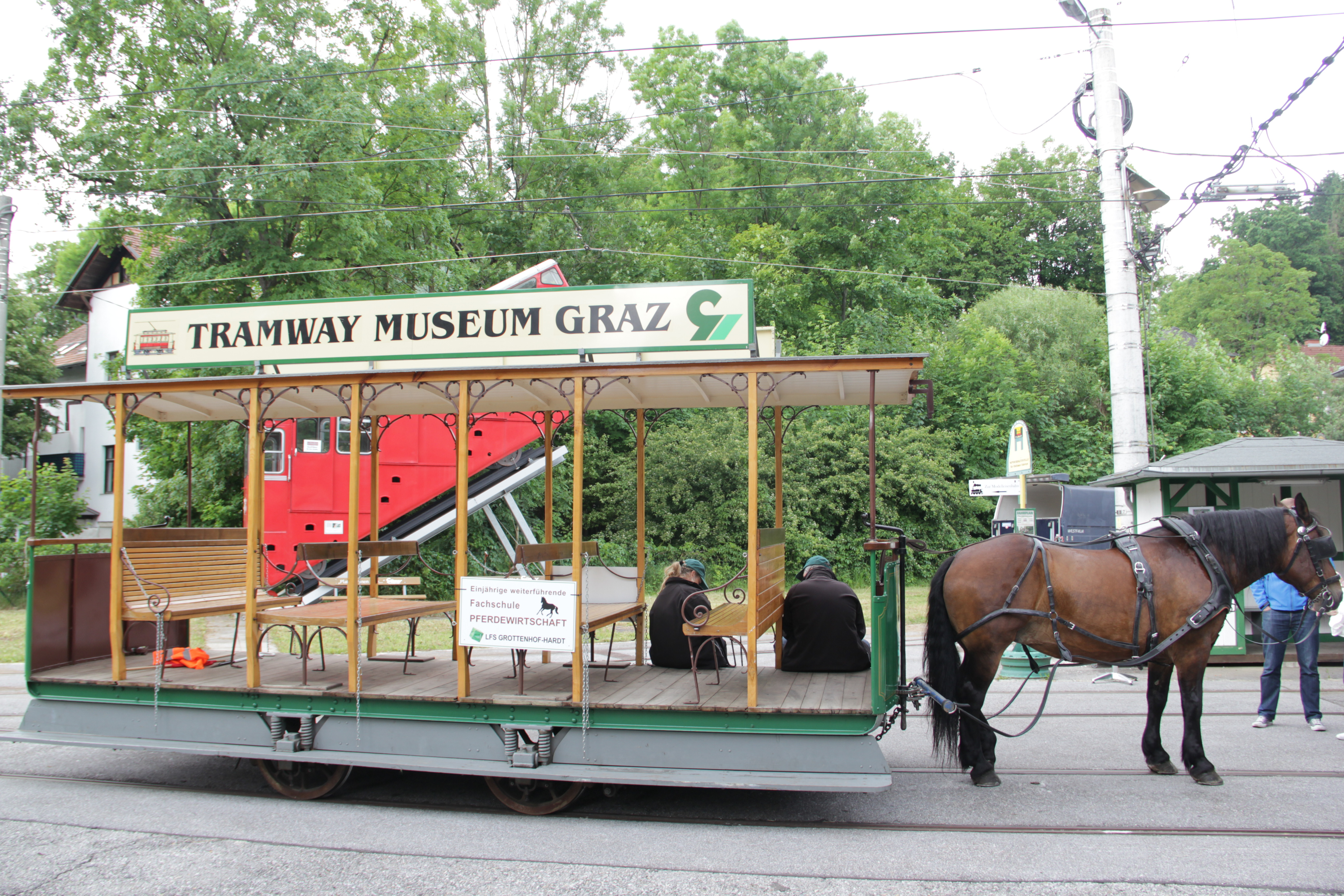
Paardentram nr. 5 bij het Tramway Museum Graz.
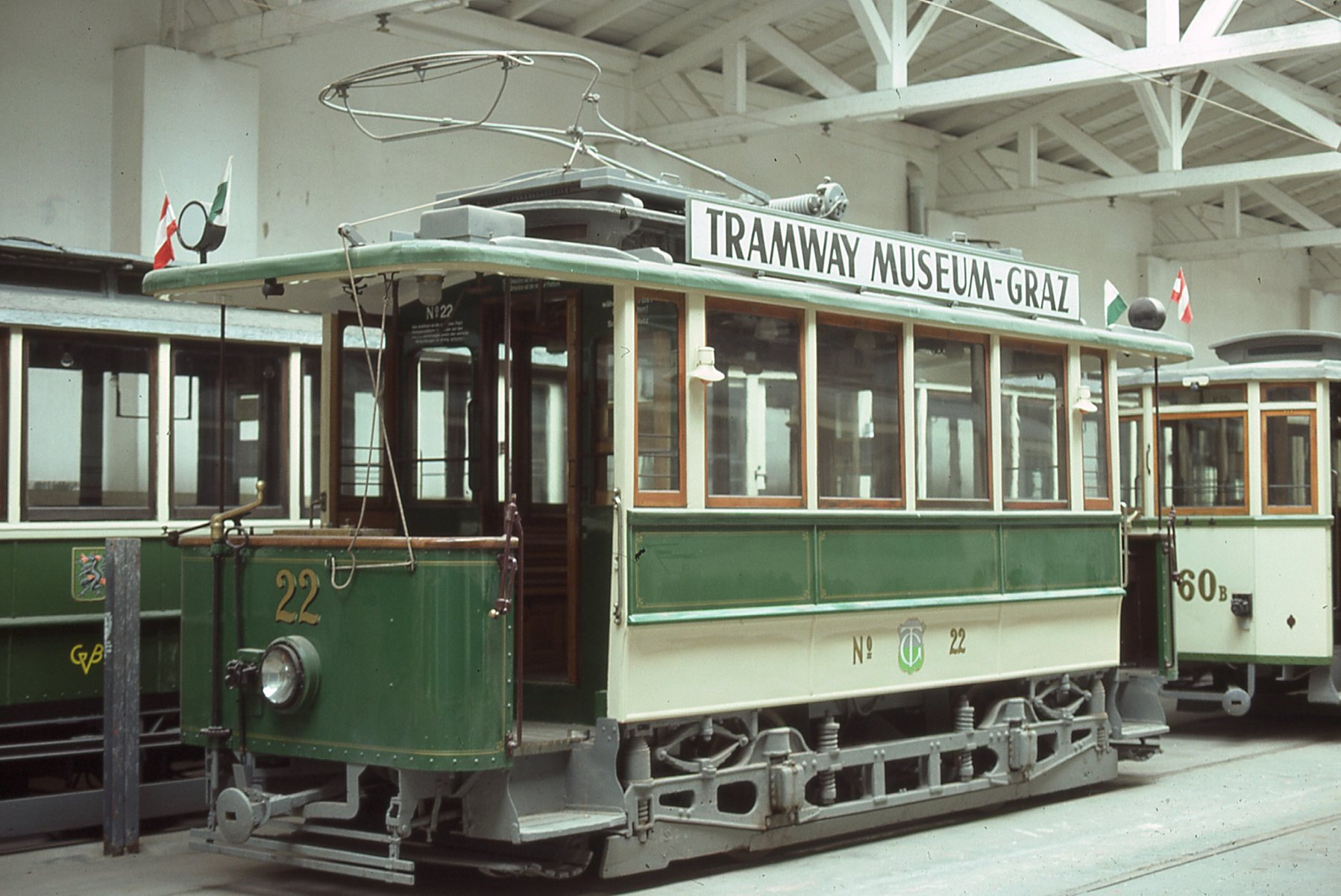
Motorwagen 22 en bijwagen 60B in het Tramway Museum Graz.
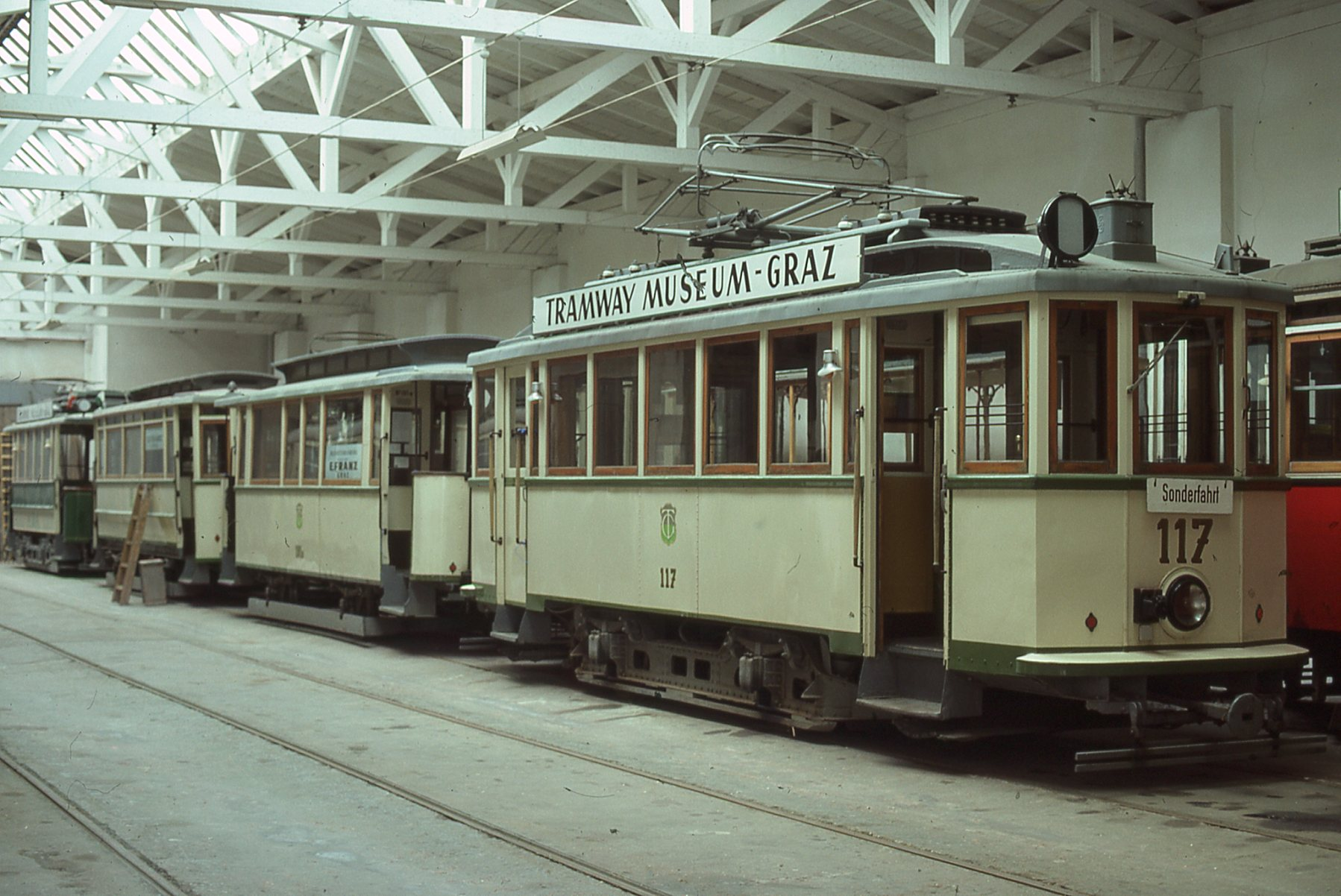
Motorwagen 117 en bijwagen 36B in het Tramway Museum Graz.
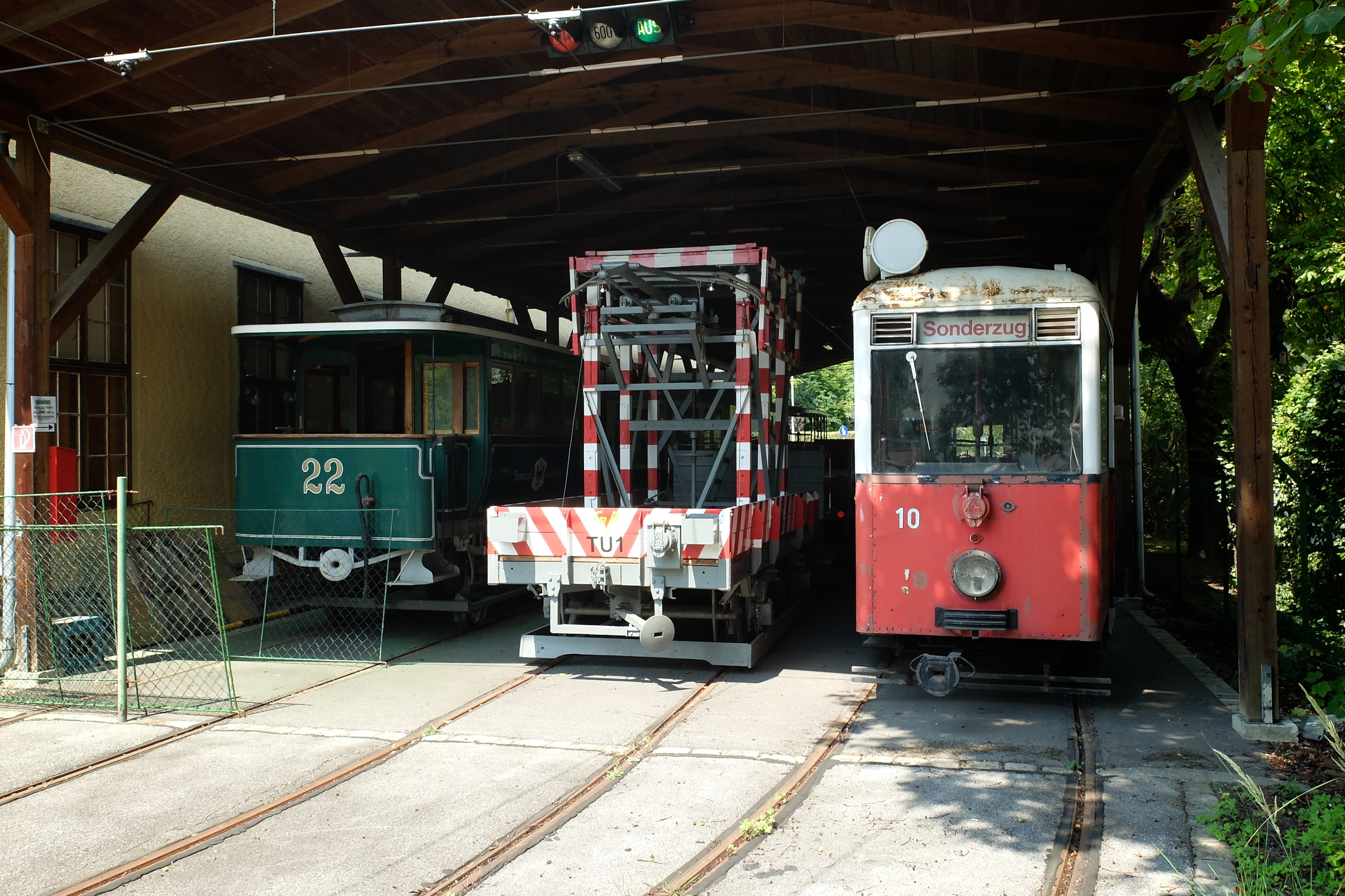
Trams nrs. 22, TU1 en 10 (Wenen).
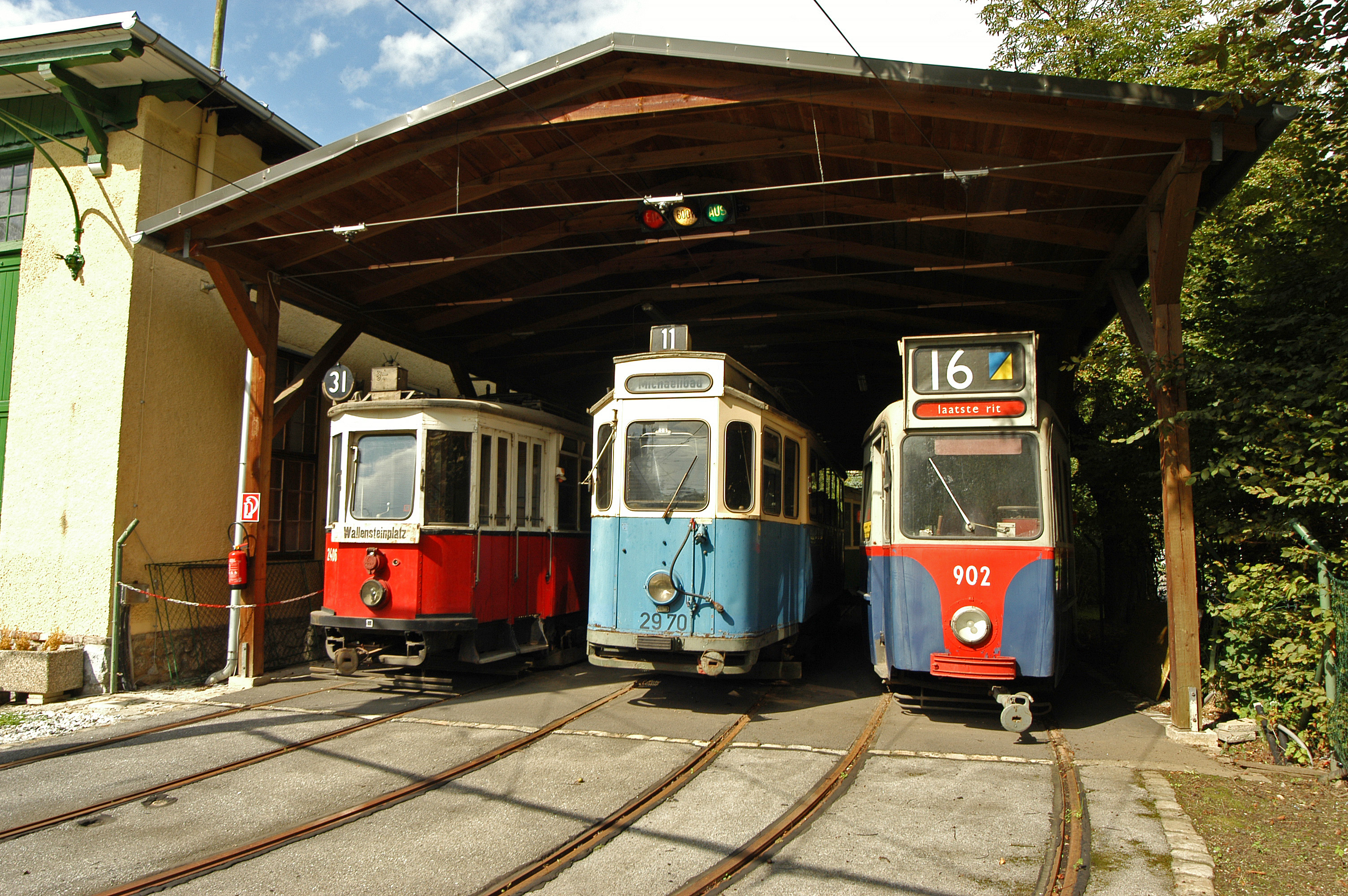
Motorwagens 2406 (Wenen), 2970 (München) en 902 (Amsterdam); september 2007.
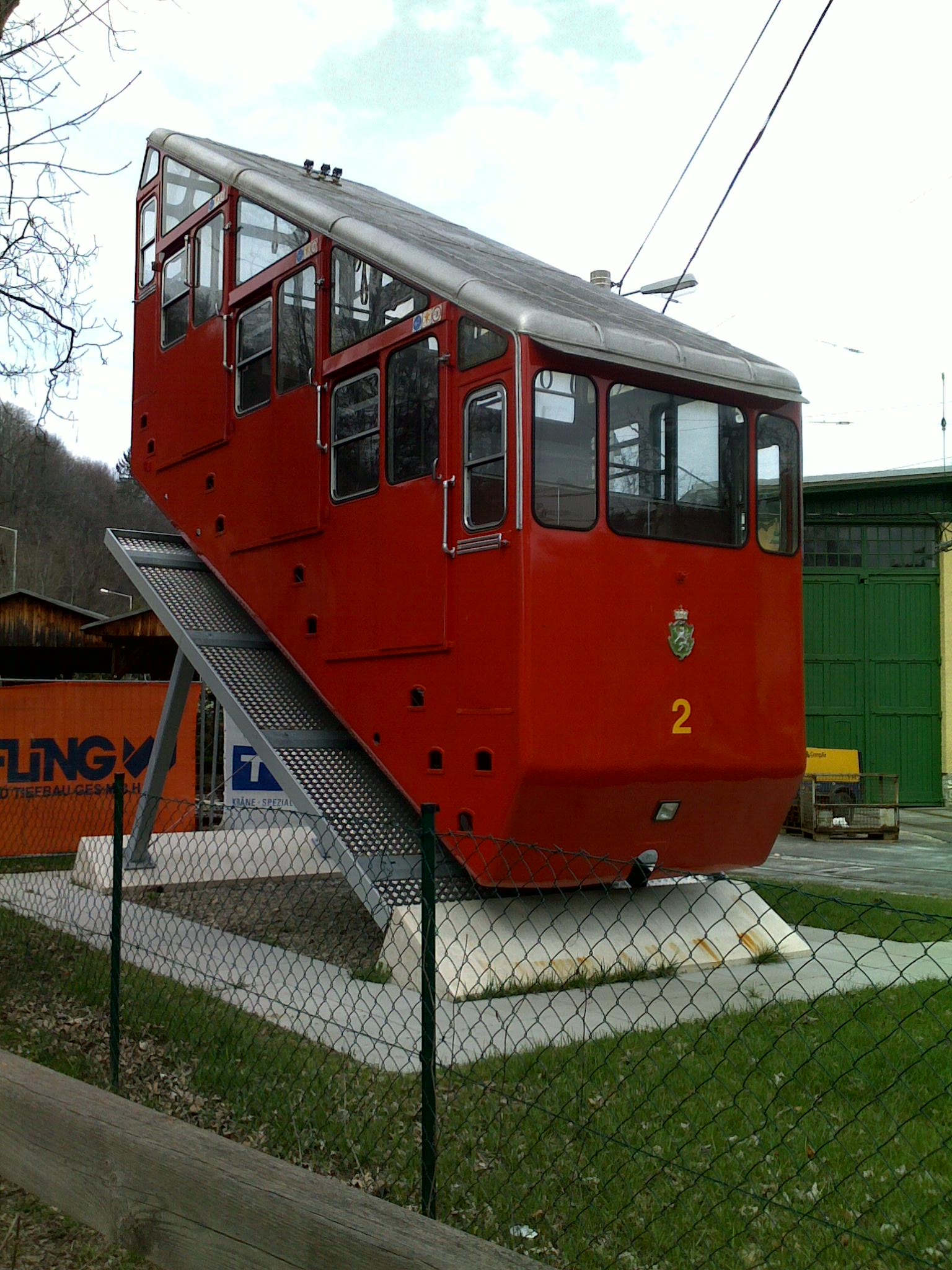
Oude wagen (1961-2004) van de Grazer Schloßbergbahn voor het Remisegebouw.